# H.H.Theresia- en Don Boscokerk
De rooms-katholieke kerk van de H.H. Theresia en Joannes Bosco is een kerkgebouw in Lauradorp in de gemeente Landgraaf in de Nederlandse provincie Limburg. De kerk staat centraal in het voormalige mijnwerkersdorp aan de Salesianenstraat.

## Geschiedenis
De kerk is gesticht door het op 29 januari 1930 opgerichte kerkbestuur van de Auxiliaire kerk van de H. Theresia van het Kind Jezus te Ubach over Worms. Met de bouw werd begonnen in augustus 1933 en al op 15 oktober van dat jaar kon de eerste steen worden gelegd. De marmeren steen draagt de volgende tekst: Die 15 Octobris McMxxxiii Lap Prim Pos J.G. van Ormelingen, DEC J. van Den Bosch SS. REC (Op 15 oktober 1933 hebben deken J.G. van Ormelingen en rector J. van den Bosch SS de eerste steen gelegd). De initialen van deken van Ormelingen worden foutief vermeld: niet J.G. maar W.(illem) J.(oseph). 
Op 22 juli 1934 werd de kerk ingewijd door mgr. dr. Guillaume Lemmens, bisschop van Roermond.
Architect ir. Jan Beersma was bouwkundige in dienst van Laura en Vereeniging, de onderneming die Lauradorp heeft laten bouwen. Aannemer was de fa. Tummers, Sittard.
Op 26 september 2020 is mgr. Harrie Smeets, bisschop van Roermond, voorgegaan in de laatste eucharistieviering in deze kerk. Het gebouw is aan de eredienst onttrokken en krijgt een andere bestemming.  

## Patroonheiligen

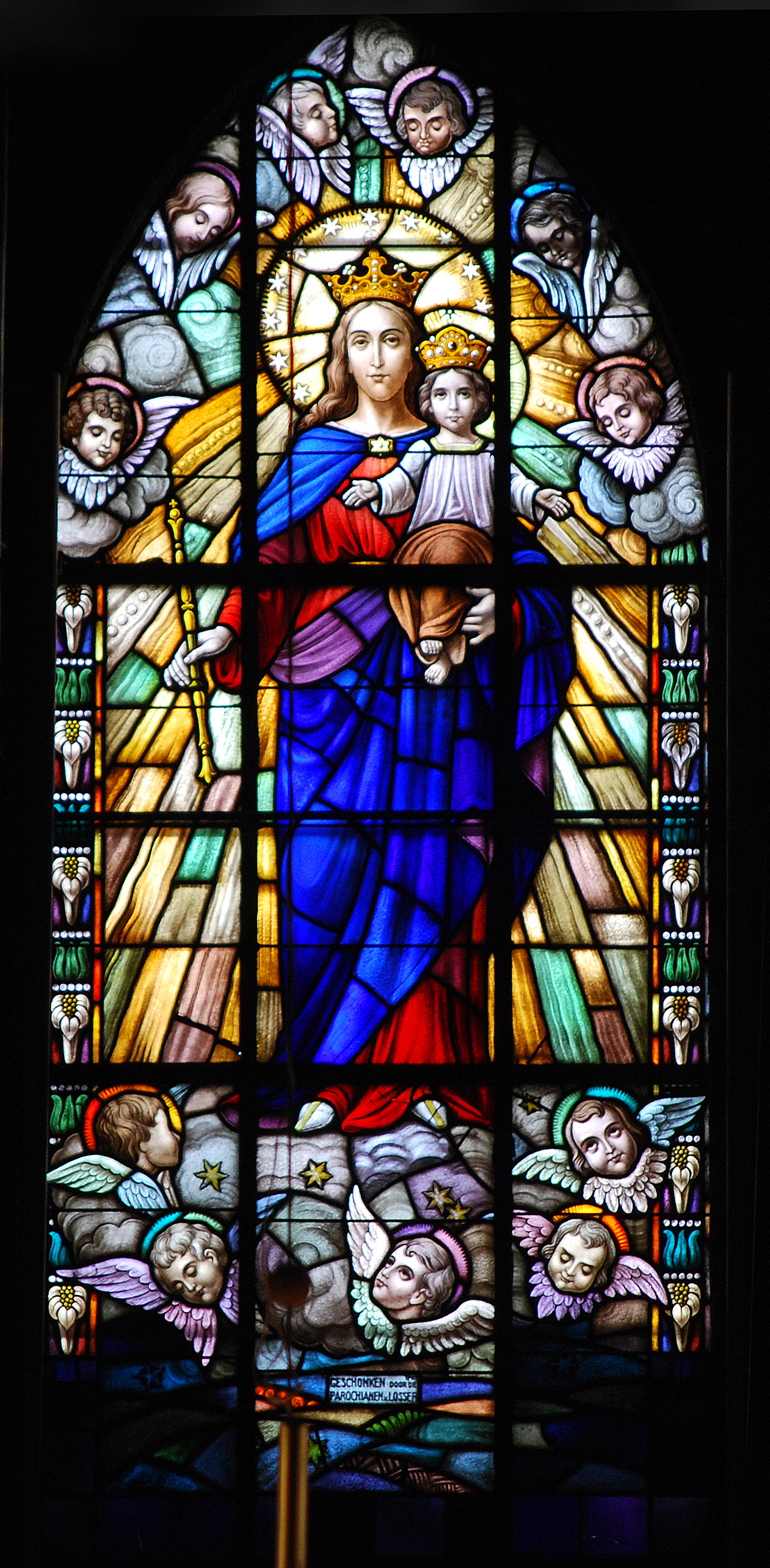
Glas-in-lood van Maria Hulp der Christenen door kunstschilder / glazenier Louis van den Essen

De kerk heeft twee patroonheiligen: de H. Theresia van het Kind Jezus (ook Theresia van Lisieux genoemd) en, vanaf 1948, de H. Joannes Bosco. Nadat de noodkerk in 1929 al toegewijd was aan de H. Theresia van Lisieux, werd ook de “echte” kerk van Lauradorp in juli 1934 aan deze heilige toegewijd. Toen de verering van Don Giovanni Bosco almaar toenam, koos het kerkbestuur Don Bosco als tweede patroon voor kerk en parochie.
Sinds 2001 is het kerkgebouw een rijksmonument. In 2008 werd het gebied waar de Sint-Theresia- en Don Boscokerk in ligt aangewezen als rijksbeschermd gezicht.

## Opbouw
Het georiënteerde bakstenen gebouw bestaat uit een driebeukig schip in basilicale opstand, een lager koor met één travee en aan de noordzijde een klokkentoren met tentdak. Het schip heeft een hogere nok dan het verlaagde koor, beide gedekt door een zadeldak. De traveeën hebben spitsboogvensters, drie per travee in de lichtbeuk.

## Rectoraat en kerk
Toen over de bouw van Lauradorp alleen nog maar gedacht werd, bedacht Henri Poels, aalmoezenier van sociale werken in het bisdom Roermond, dat de Congregatie der Salesianen van Don Bosco bij uitstek geschikt zou zijn om de problemen in de jonge mijnstreek het hoofd te bieden. In 1928 vestigde de salesianer pater Johan Fischer zich in Lauradorp om het parochie- en jeugdwerk gestalte te geven. Laura en Vereeniging had inmiddels, in samenwerking met de gemeente Ubach over Worms, al gezorgd voor de bouw van een "patronaat". In dit gebouw vond het jeugdwerk plaats, maar ook, tijdelijk, kerkelijke diensten. Op 22 januari 1930, Johan Fischer was inmiddels niet meer alleen, werd officieel het rectoraat Lauradorp opgericht, als rectoraat van de St. Jozefparochie van Waubach. De salesianen bleven er tot 1993 werkzaam in pastoraal werk, jeugdwerk en onderwijs. Vanaf die tijd valt de parochie onder het parochiecluster Ubach over Worms.

## Lijst van rectoren en pastoors
Rectoren (tot 1970) en pastoors waren achtereenvolgens:
- Charles Dury (1929-1930);
- Johannes van den Bosch (1930-1938);
- Bernard Fischer (1938-1943);
- Charles Dury (1943-1945);
- Herman Ter Meer (1946-1965);
- Samuel Wijsman (1965-1975);
- Gerard Asma (1975-1987);
- Antoon van Dorst (1987-1993).

Allen waren paters-salesianen van Don Bosco met de titel 'SDB' achter hun naam. 
Na het vertrek, in 1993, van de salesianen van Don Bosco, krijgt Lauradorp als pastoors:
- Marcus Kenis (1993-2004)
- Ed Smeets (2004-2019)
- Harrie Notermans (2019 - )

## Afbeeldingen

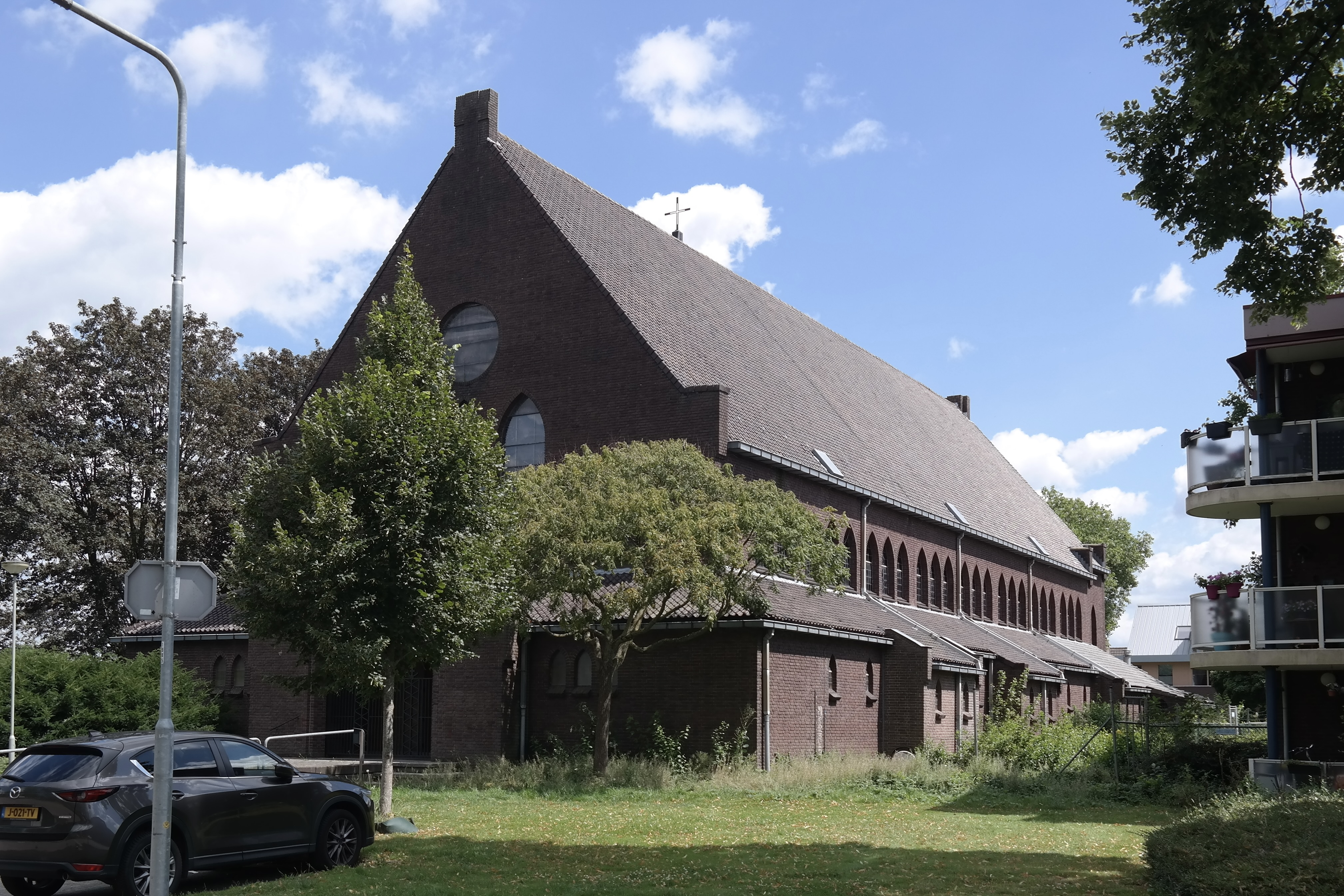
Vanuit het zuidwesten
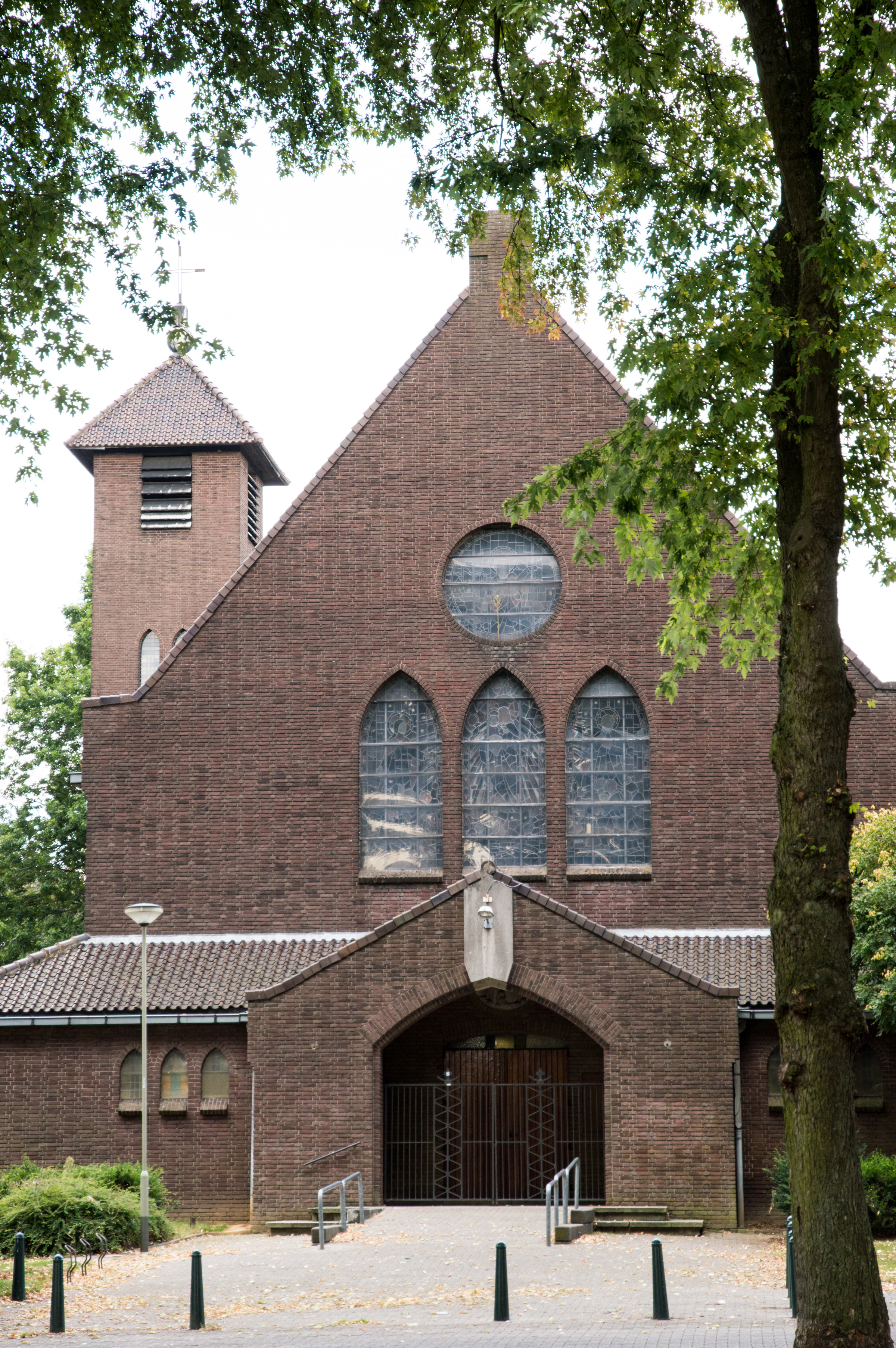
Westgevel
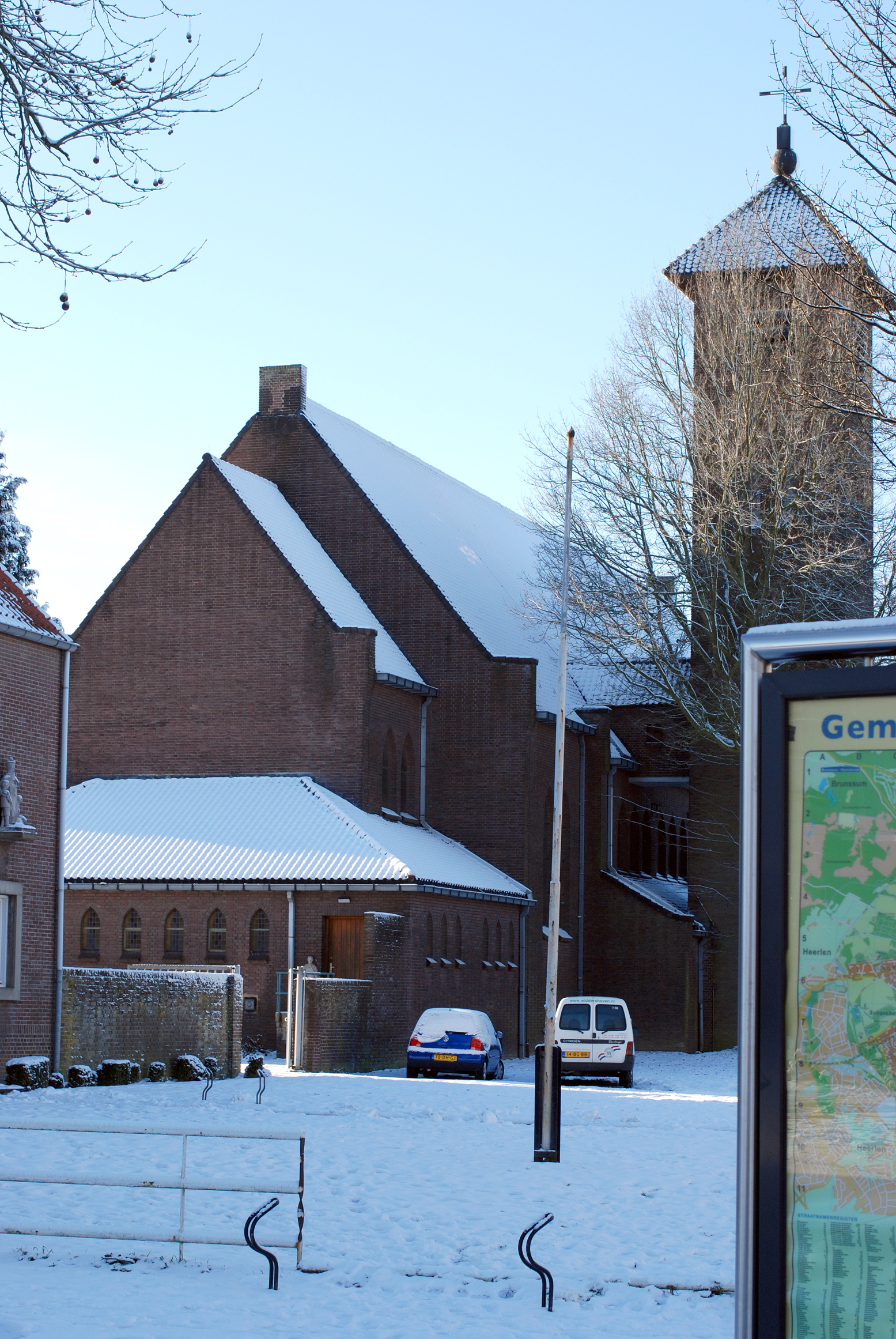
Oostkoor in de sneeuw
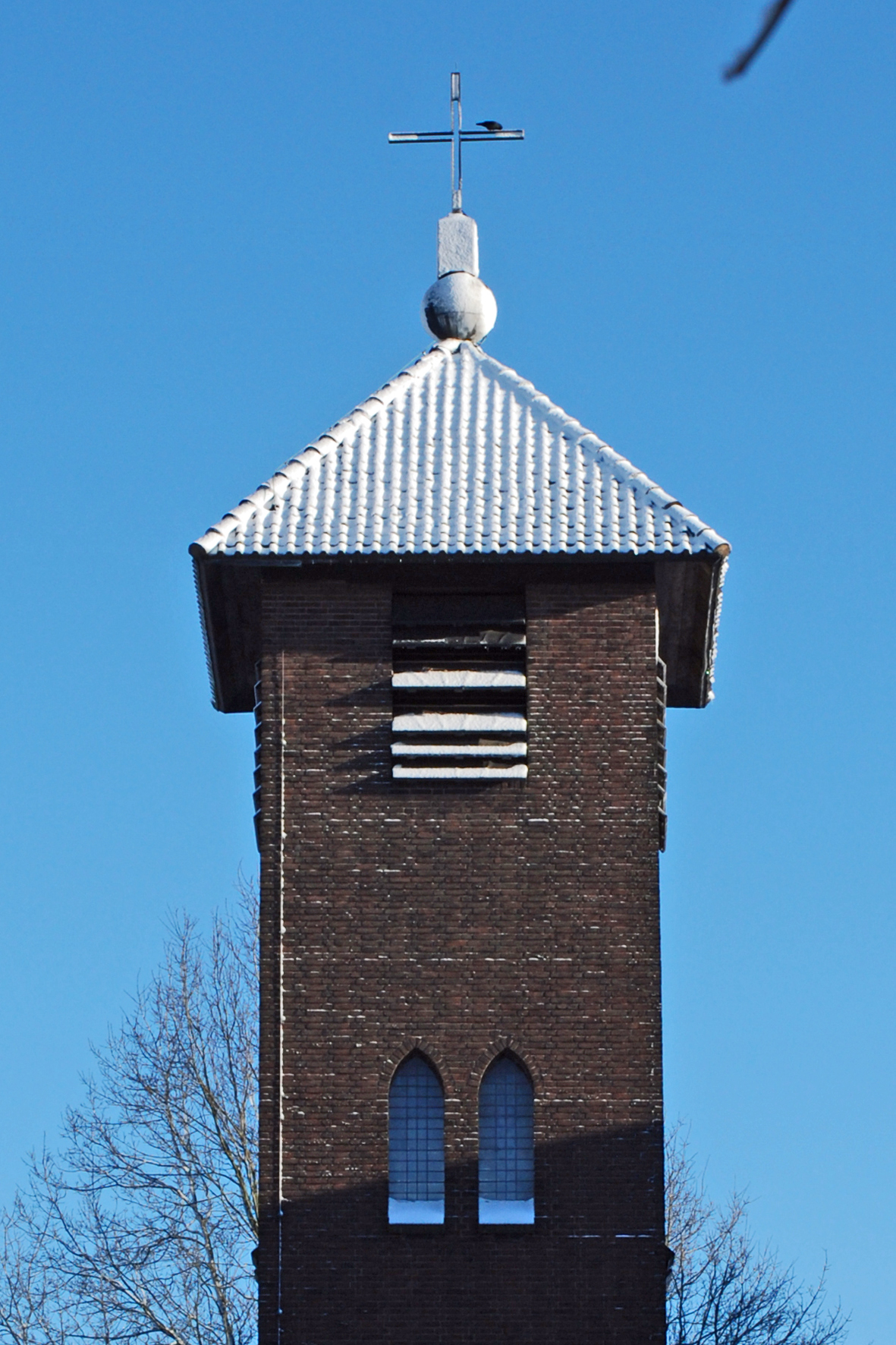
Besneeuwde kerktoren
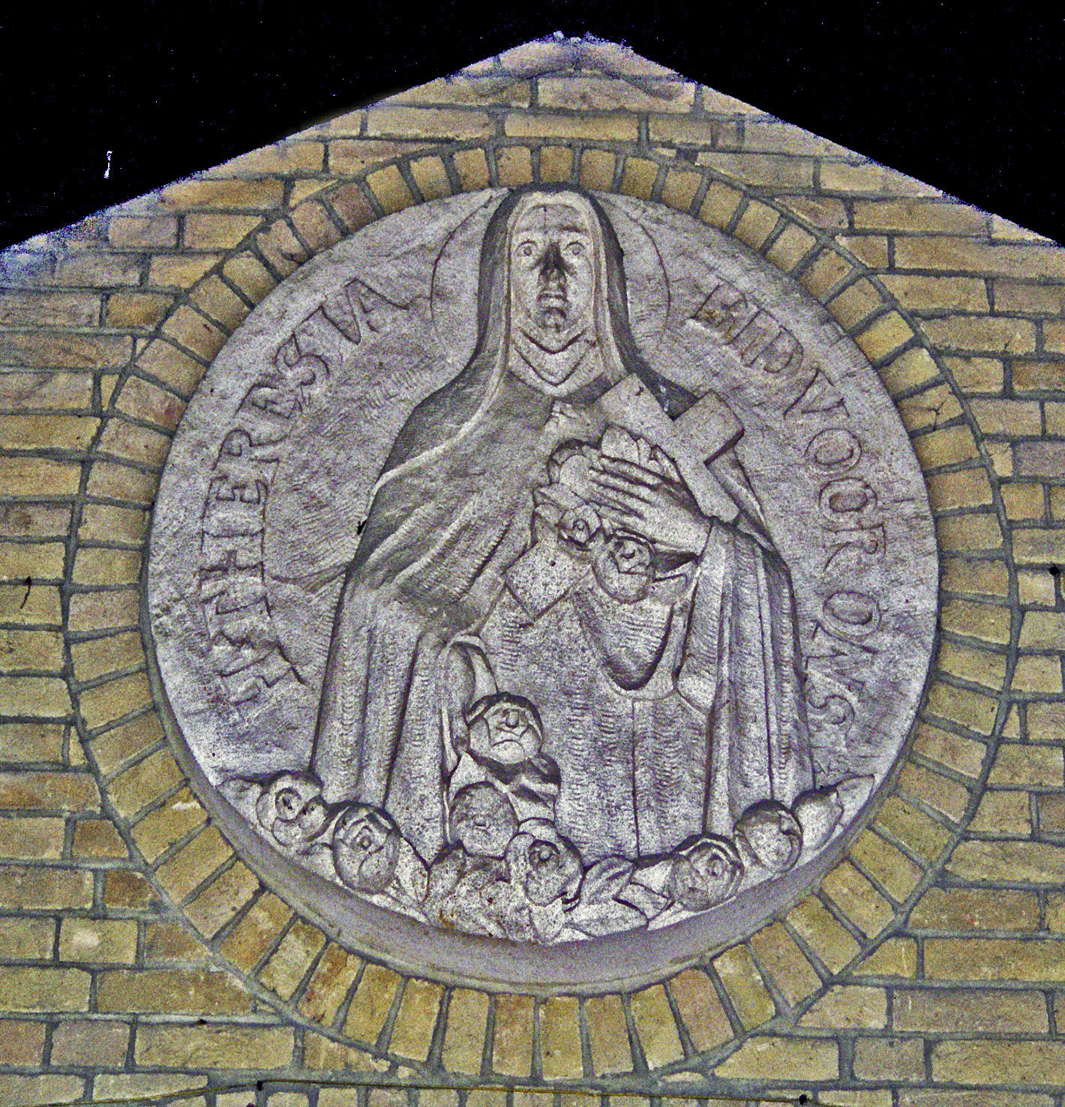
Gevelsteen met de H. Theresia
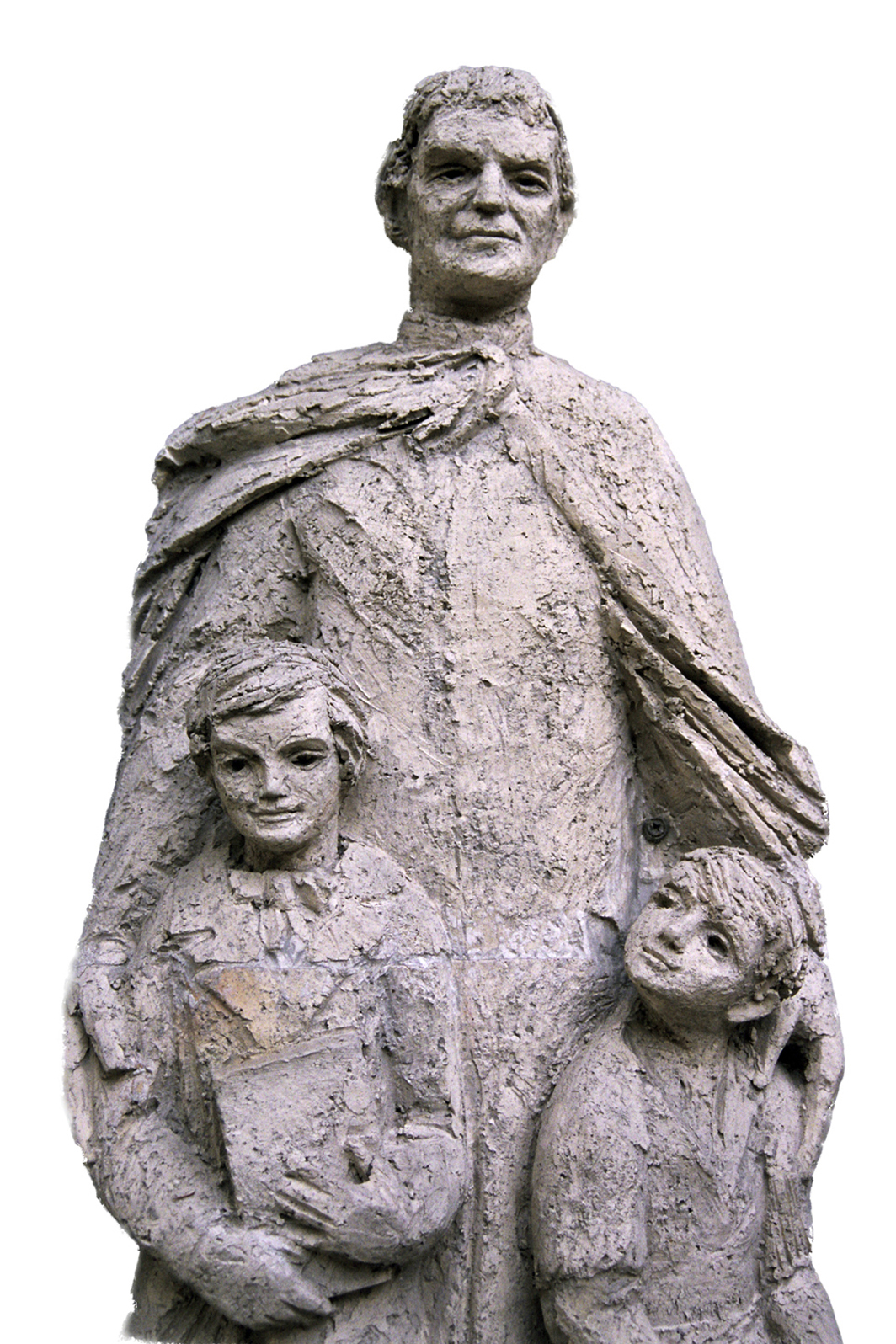
Don Boscobeeld